# 在沖繩喜歡上的女孩方言講得太過令人困擾
《在沖繩喜歡上的女孩方言講得太過令人困擾》是由空惠美创作的日本漫画作品。最初是2019年5月31日在作者的Twitter上公开的单篇漫画“在冲绳喜欢的孩子因为方言太多而不知道在说什么。”，之后于2020年1月10日开始在新潮社的网络漫画网站“KURAGE BUNCH”上正式连载。截至2025年5月，单行本累计发行册数已突破50万册。
本作品以三角恋为中心，融合了冲绳的背景。作品中的方言由冲绳县出身的谱久村帆高监修。本作入圍2022年電子漫畫大賞（電子漫畫大獎）（みんなが選ぶ!!電子コミック大賞）男性部門提名名單。
2024年2月5日，宣布沖繩宣傳vtuber根間うい為該動畫推廣大使，且改編電視動畫於2025年1月至3月播出。

## 故事概要
本作的故事背景設定於智慧型手機普及的近現代日本，講述環繞著出身東京的少年中村照秋及身邊人事物的經歷。照秋在升上高中時，因為父親雅彦工作的影響，跟隨父親遷居沖繩並轉進當地高中求學，和留在東京的母親、姊妹處於相隔兩地的生活。起先照秋對沖繩當地的方言和文化並不理解，但隨著他認識班上的當地女學生喜屋武飛夏和比嘉夏菜，他逐漸深入理解當地風土民情，同時和飛夏、夏菜發展出三角戀情，本作的故事主題便環繞在三者之間的戀情關係，還有沖繩地區的背景、生活、文化、民情。

## 登場角色
名稱後註明當地名稱。除非另有說明，聲優部分均為TV動畫版的聲優。且以下聲優除大塚剛央、鬼頭明里、菲魯茲·藍、小櫻悅子、田村睦心、杉崎亮、定岡小百合、神田美夏以及第1話“比嘉”們的聲優外，其他聲優皆為沖繩縣出身。

### 主要角色
中村照秋／阿照（聲：大塚剛央（電視動畫）／菲魯茲·藍（PV））
他在進入高中時，由於父親工作的原因，從東京搬到沖繩，現在與父親兩人住在一起。他還有母親、姊姊和妹妹，但她們仍留在東京。對沖繩方言和文化一無所知，因此屢次容易大驚小怪。由於飛夏說話方言口音太重了，以至於完全聽不懂飛夏在說什麼，大多數情況需要靠夏菜轉譯。喜歡飛夏，然而飛夏一直都沒能感覺到，自己又遲鈍到沒察覺夏菜的單戀，形成了這奇妙的三角關係。酒性很差，只要吃有酒精的食物會出現微醺狀態（輕度的醉酒），醒來後不記得醉酒期間的事。
喜屋武飛夏／飛夏（聲：鬼頭明里）
沖繩語等級：5/5（相當於20世紀70年代沖繩本地人的沖繩語水準）
照秋的同學，有著黑色長髮、皮膚黝黑、身材嬌小的女孩，由於從小在奶奶身邊長大，對沖繩的古老習俗和文化也非常瞭解。精通沖繩語，個性不怕生，也很善於照顧人，很關心轉學過來的照秋，平時對戀愛相關不太感冒，長期沒注意到照秋的單戀，三角關係中基本吉祥物女主擔當。其方言讓照秋常常聽不懂她說的話，因此夏菜也會介入擔任飛夏的翻譯（部分原因是她想與照秋交談）。不會騎自行車。
比嘉夏菜／夏菜（聲：菲魯茲·藍）
沖繩語等級：4.5/5
照秋的同學，飛夏的好友，留著微捲的金棕色半長髮、棕色皮膚的女孩，喜歡照秋，可惜對方單相思飛夏而一直沒被察覺到心意，三角關係中卻是戀愛戲份佔得最多的女主。雖然說的沖繩方言屬於現代日本普通高中生的水準，但大致能理解飛夏的方言，會利用這項技能自願為照秋翻譯飛夏所說的沖繩語，因為她想與照秋多交流（在高中開學典禮之前遇到剛來到沖繩的他，那時發生對方幫她撿被風吹到海面上的帽子，使她開始暗戀照秋）。外表看起來像辣妹，但性格有些害羞，她從小就跟哥哥學三線，因此能演奏這門樂器。不會游泳。

### 同學
安慶名八重／八重（聲：下地紫野）
沖繩語等級：3/5
照秋的同學，短髮、眼睛微微上挑的女學生。她和夏菜關係很好，因此經常和飛夏與照秋一起出現。同時，她是唯一一個察覺到夏菜暗戀照秋的同班同學，並經常拿這件事來調侃夏菜。她也對兩人的關係毫無進展感到有些焦慮，當感覺到讓這兩人可以近距離接觸的機會來臨時，她會試圖讓夏菜更加接近照秋。懂一些深奧的沖繩方言，但無法流利地講出來。
下地勳（聲：熊谷健太郎）
沖繩語等級：2/5
照秋的同學，男學生。說著一般的沖繩高中生水平的年輕方言。
上間天介（聲：仲村宗悟）
沖繩語等級：2/5
照秋的同學，男學生。天婦羅店老闆的長子。他說著一般的沖繩高中生水平的方言。他親自為不知道沙翁（炸蛋球）的照秋做了一包。
上妻真冬
一年級的秋天從內地轉學而來的身材嬌小、紫色長髮的女學生。她穿著之前學校的制服來上學。性格冷淡，說話語氣直率。
從她的言談中可以看出，她從小就頻繁搬家，經歷過多次與朋友的分別。或許是因為這個原因，她對待同學保持距離，不願深入交往，但在與飛夏和照秋的相處中，她的態度逐漸軟化。
TV動畫裡是第11話臨近片尾部分以路過人出場，但是沒有台詞。

### 主要角色的家人
比嘉鈴／鈴（聲：島袋美由利）
夏菜的妹妹，喜歡惡作劇，不喜歡番茄。在照秋到達沖繩的那天，第一次見到夏菜時，與直也一同在場。
比嘉直也／直也（聲：紡木吏佐）
夏菜的堂弟。在照秋到達沖繩的那天，第一次見到夏菜時，與鈴一同在場。
比嘉鐵（聲：金城大和）
夏菜的哥哥，是個漁夫。戴著眼鏡，頭上總是纏著頭巾。話不多，但偶爾會變得健談。擅長三線。
比嘉的祖母（聲：定岡小百合）
夏菜的祖母。
中村雅彦（聲：杉崎亮）
照秋的父親，由於工作原因，離開東京的妻子和女兒，與照秋搬到了沖繩。動畫版中，他被標示為「阿照的父親」。
喜屋武幸子（聲：儀武祐子）
飛夏的祖母。
喜屋武的母親（聲：國仲奏繪）
飛夏的母親。
喜屋武的爺爺（聲：松本健太）
飛夏的爺爺。

### 其他角色
沖繩風獅爺（聲：小櫻悅子）
是沖繩自古以來用於避邪的獅子雕像，屬於介紹沖繩文化的角色。
比嘉（聲：豬股慧士／田中那實／松本健太／元吉有希子／中根久美子／松岡洋平／柳晃平）
與夏菜相同姓氏的路人們。
古謝實咲樹
春人（聲：田村睦心）
在夏菜與飛夏的兒時回憶中登場的鄰家男孩。曾嘲笑說夏菜不會吹指哨，當三個月後夏菜終於學會時當場啞口無言，似乎暗戀飛夏。
奄美魔物
髙江洲
三線屋的店主（聲：三宅健太）
知念
旁白（聲：新垣樽助）

### 動畫客座嘉賓
拳擊手（聲：具志堅用高）
第2話出現。
比嘉的爺爺（聲：具志堅用高）
第6話出現，故人。
甲子園的實況（聲：川田廣樹）
第9話。

## 出版書籍
| 卷數 | 新潮社       | 新潮社                 |
| 卷數 | 發售日期     | ISBN                   |
| ---- | ------------ | ---------------------- |
| 1    | 2020年7月9日 | ISBN 978-4-10-772296-6 |
| 2    | 2021年2月9日 | ISBN 978-4-10-772359-8 |
| 3    | 2021年8月6日 | ISBN 978-4-10-772410-6 |
| 4    | 2022年1月8日 | ISBN 978-4-10-772460-1 |
| 5    | 2022年6月9日 | ISBN 978-4-10-772506-6 |
| 6    | 2023年1月7日 | ISBN 978-4-10-772559-2 |
| 7    | 2023年7月7日 | ISBN 978-4-10-772617-9 |
| 8    | 2024年2月8日 | ISBN 978-4-10-772682-7 |
| 9    | 2025年1月8日 | ISBN 978-4-10-772784-8 |
| 10   | 2025年5月9日 | ISBN 978-4-10-772829-6 |

## 電視動畫
作为媒体拓展，2023年7月宣布电视动画化。
於2025年1月5日播放。
動畫推廣大使兼vtuber根間うい也在本動畫裡有所出演。

### 製作人員
- 原作：空惠美
- 總導演：板垣伸
- 導演：田邊慎
- 系列構成：吉田智裕
- 音響製作：STUDIO MAUSU
- 音樂：石川智久、片山義美、金城綾乃
- 音樂製片人：佐藤純之介
- 音樂製作：國王唱片
- 沖繩語指導：譜久村帆高
- 動畫製作：Millepensee[20]

### 主題曲
片頭曲
演唱：HY，作詞：名嘉俊、新里英之，作詞：新里英之
片尾曲如無特別說明，均由飛夏（鬼頭明里）、夏菜（菲魯茲·藍）演唱。
| 話數                                    | 曲名                  | 原唱            | 作詞           | 作曲           | 編曲           |
| 片尾曲[22][23]                          | 片尾曲[22][23]        | 片尾曲[22][23]  | 片尾曲[22][23] | 片尾曲[22][23] | 片尾曲[22][23] |
| --------------------------------------- | --------------------- | --------------- | -------------- | -------------- | -------------- |
| 第1話、 第5話、 第7話、 第10話、 第12話 | 島民之寶              | BEGIN | BEGIN          | BEGIN          | 片山義美       |
| 第2話、 第3話、 第6話、 第9話           | あなたに    | MONGOL800       | 上江洌清作     | MONGOL800      | 片山義美       |
| 第4話、 第8話、 第11話                  | Best Friend（日语：Best Friend (Kiroroの曲)） | Kiroro          | 玉城千春       | 玉城千春       | 片山義美       |

### 各話列表
| 話數     | 標題                     | 劇本       | 分鏡              | 演出            | 作畫                                                   | 首播日期      |
| -------- | ------------------------ | ---------- | ----------------- | --------------- | ------------------------------------------------------ | ------------- |
| 踢一擠   | 暗戀對象說著一口沖繩語   | 田邊慎吾   | 田邊慎吾 板垣伸   | 田邊慎吾        | 藤原未來 吳孝威 等等力美穗 林隆文                      | 2025年 1月5日 |
| 底二擠   | 用沙灘派對辦聯誼會!?     | 田邊慎吾   | 田邊慎吾 板垣伸   | 田邊慎吾        | 藤原未來 等等力美穗 永野花 余可慧 何丹妮 李紫晴 林隆文 | 1月12日       |
| 咪—集    | 石獅與哎薩               | 佐佐藤     | 田邊慎吾 板垣伸   | 田邊慎吾 板垣伸 | 等等力美穗 林隆文                                      | 1月19日       |
| 哟—集    | 在美麗的大海吹指哨吧！   | 佐佐藤     | 八田能理子 板垣伸 | 八田能理子      | 永野花 何丹妮 等等力美穗 藤原未來 林隆文 吳孝威        | 1月26日       |
| 伊吉集   | 嘉利吉襯衫鬧烏龍         | 長谷川千夏 | 長谷川千夏 板垣伸 | 長谷川千夏      | 永野花 何丹妮 林隆文 等等力美穗 吉田智裕               | 2月2日        |
| 姆—集    | 想大喊沖繩蕎麥麵！       | 佐佐藤     | 田邊慎吾 板垣伸   | 田邊慎吾        | 余可慧 林隆文                                          | 2月9日        |
| 娜娜集   | 龜殼花與貓鼬             | 八田能理子 | 八田能理子 板垣伸 | 八田能理子      | 藤原未來 何丹妮 余可慧 林隆文                          | 2月16日       |
| 呀—集    | 乘著音樂坐上YUI-RAIL！   | 長谷川千夏 | 長谷川千夏 板垣伸 | 長谷川千夏      | 永野花 余可慧 林隆文                                   | 2月23日       |
| 哭哭奴集 | 西表山貓可是很厲害的喔！ | 佐佐藤     | 坂垣伸 八田能理子 | 田邊慎吾        | 永野花 林隆文 矢澤彩音                                 | 3月2日        |
| 哆嗚     | 呀嚕的真面目是……！？     | 佐佐藤     | 坂垣伸 八田能理子 | 八田能理子      | 余可慧 永野花 何丹妮 林隆文                            | 3月9日        |
| 揪—集    | 勾呀？勾~呀~？           | 佐佐藤     | 坂垣伸 八田能理子 | 八田能理子      | 永野花 何丹妮 等等力美穗 藤原未來 林隆文 吳孝威        | 3月16日       |
| 鳩—尼    | 安謝瑪塔呀（那麼下次見） | 田邊慎吾   | 田邊慎吾 板垣伸   | 田邊慎吾        | 永野花 余可慧 何丹妮 田中智佳                          | 3月23日       |

### 播映平台
日本深夜動畫：下文記載的日本国内播放時間使用日本標準時間（UTC+9）表示。因為部分時間标识會採用30小时制，因此請留意这类超过24:00的时间，其實際播放時間為翌日清晨。
| 播放日期              | 播放時間（UTC+9）              | 播放電視台   | 播放地區 | 備註 |
| --------------------- | ------------------------------ | ------------ | -------- | ---- |
| 2025年1月5日—3月23日  | 星期日 1:00—1:30（星期六深夜） | TOKYO MX     | 東京都   |      |
|                       |                                | BS11         | 日本全域 |      |
|                       | 星期日 12:00—12:30             | 沖繩電視台   | 沖繩縣   |      |
| 2025年1月9日—         | 星期四 1:49—2:19（星期三深夜） | 琉球放送     | 沖繩縣   |      |
|                       | 星期四 23:00—23:30             | 栃木電視台   | 栃木縣   |      |
| 2025年1月10日—3月28日 | 星期五 1:20—1:50（星期四深夜） | 琉球朝日放送 | 沖繩縣   |      |
| 2025年1月12日—3月31日 | 星期日 22:30—23:00             | AT-X         | 日本全域 |      |

### BD
| 卷數 | 發售日期     | 收錄話數     | 規格編號  |
| ---- | ------------ | ------------ | --------- |
| 01   | 2025年5月9日 | 第1話—第6話  | BIXA-1265 |
| 02   | 2025年7月2日 | 第7話—第12話 | BIXA-1266 |